# Selent
Selent – gmina w Niemczech w kraju związkowym Szlezwik-Holsztyn, w powiecie Plön, siedziba urzędu Selent/Schlesen..